# 尼科波爾市鎮 (保加利亞)

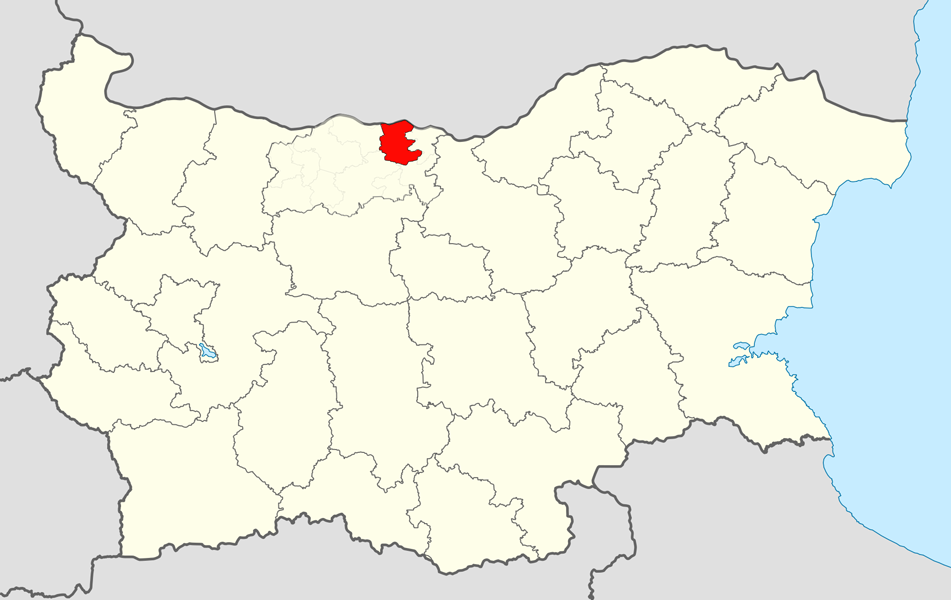

43°35′N 24°55′E / 43.583°N 24.917°E
尼科波爾市鎮，是保加利亞北部普列文州的市镇，行政中心为尼科波爾，面積415.9平方公里，2009年人口10,602，人口密度每平方公里25.5人。